# Steventon, Oxfordshire
Steventon är en ort och civil parish i Storbritannien.   Den ligger i grevskapet Oxfordshire och riksdelen England, i den södra delen av landet, 80 km väster om huvudstaden London. Steventon ligger 64 meter över havet och antalet invånare är 1 502.
Terrängen runt Steventon är platt. Runt Steventon är det ganska tätbefolkat, med 199 invånare per kvadratkilometer. Närmaste större samhälle är Oxford, 14,9 km norr om Steventon. Trakten runt Steventon består till största delen av jordbruksmark.